# Ochthebius saboorii
Ochthebius saboorii är en skalbaggsart som beskrevs av Skale och Manfred A. Jäch 2009. Ochthebius saboorii ingår i släktet Ochthebius och familjen vattenbrynsbaggar. Inga underarter finns listade i Catalogue of Life.